# 버크 번즈
버크 번스(Burke Byrnes, 1937년 12월 9일 ~ )는 미국의 배우이다.

## 출연 작품
- 검은 아기 요람 (1994년)
- 로봇 워즈 (1993년)
- 사탄의 인형 3 (1991년)
- 내 사랑 컬리 수 (1991년)
- 애프터 다크, 마이 스위트 (1990년)
- 블루 히트 (1990년)
- 에어 아메리카 (1990년)
- 뒤로 가는 남과 여 (1989년)
- 위치보드 (1985년)
- 생사의 여객기 (1984, Flight 90: Disaster on the Potomac)
- 위험한 장난 (1984년)
- 매 웨스트 (1982년)
- 에어플레인 2 (1982년)
- 프라퍼시 (1979년)
- 지구의 대참사 (1979년)
- 폭소 대소동 (1977년)
- 실험 인간 (1974년)
- 클래스 63 (1973년)
- 센츄리안 (1972년)

### 텔레비전
- 여형사 페퍼 (1974-75)
- 샌프란시스코 수사반 (1975-76)
- 댈러스 (1984-85)